# Sphinctrinopsis pertusariae
Sphinctrinopsis pertusariae är en lavart som beskrevs av Woron. 1927. Sphinctrinopsis pertusariae ingår i släktet Sphinctrinopsis och familjen Caliciaceae.   Inga underarter finns listade i Catalogue of Life.